# Pristimantis stenodiscus
Espèce
Synonymes
- Eleutherodactylus stenodiscus Walker & Test, 1955

Statut de conservation UICN

 DD  : Données insuffisantes
Pristimantis stenodiscus est une espèce d'amphibiens de la famille des Craugastoridae.

## Répartition
Cette espèce est endémique de l'État d'Aragua au Venezuela. Elle se rencontre à Rancho Grande entre 1 090 et 1 375 m d'altitude sur le pic Periquito dans la cordillère de la Costa.

## Description
La femelle holotype mesure 21 mm et le mâle 17 mm.

## Publication originale
- Walker & Test, 1955 : New Venezuelan frogs of the genus, Eleutherodactylus. Occasional Papers of the Museum of Zoology University of Michigan, no 561, p. 1-10 (texte intégral).